# Ottone (maestro di palazzo)
Ottone (... – 643) fu un maestro di palazzo d'Austrasia dal 640 al 643.

## Biografia
Alla morte di Pipino di Landen, Dagoberto I, re dei Franchi, lo nominò maestro di palazzo d'Austrasia, per proteggere i Pipinidi, ma Grimoaldo, figlio di Pipino, cospirò per rimuoverlo dal potere.

### Fonti primarie
[...]
Nel decimo anno del regno di Sigeberto [642], Ottone, che per orgoglio era infiammato dall'odio contro Grimoaldo, fu su istigazione di quest'ultimo, ucciso da Leutario [II], duca degli Alemanni. La dignità di maestro di palazzo di Sigeberto e di governatore di tutto il regno d'Austrasia fu fermamente assicurata a Grimoaldo.»
(Cronaca di Fredegario, vedi versione online)

### Fonti secondarie
- (EN) Charles Cawley, « Franks, merovingian nobility », sur Medieval Lands, Foundation for Medieval Genealogy, 2006-2016
- Pierre Riché, Les Carolingiens, une famille qui fit l'Europe, Paris, Hachette, coll. «Pluriel», 1983 (réimpr. 1997), 490 p. (ISBN 2-01-278851-3, versione online), p. 28-29